# Aristolochia labiata

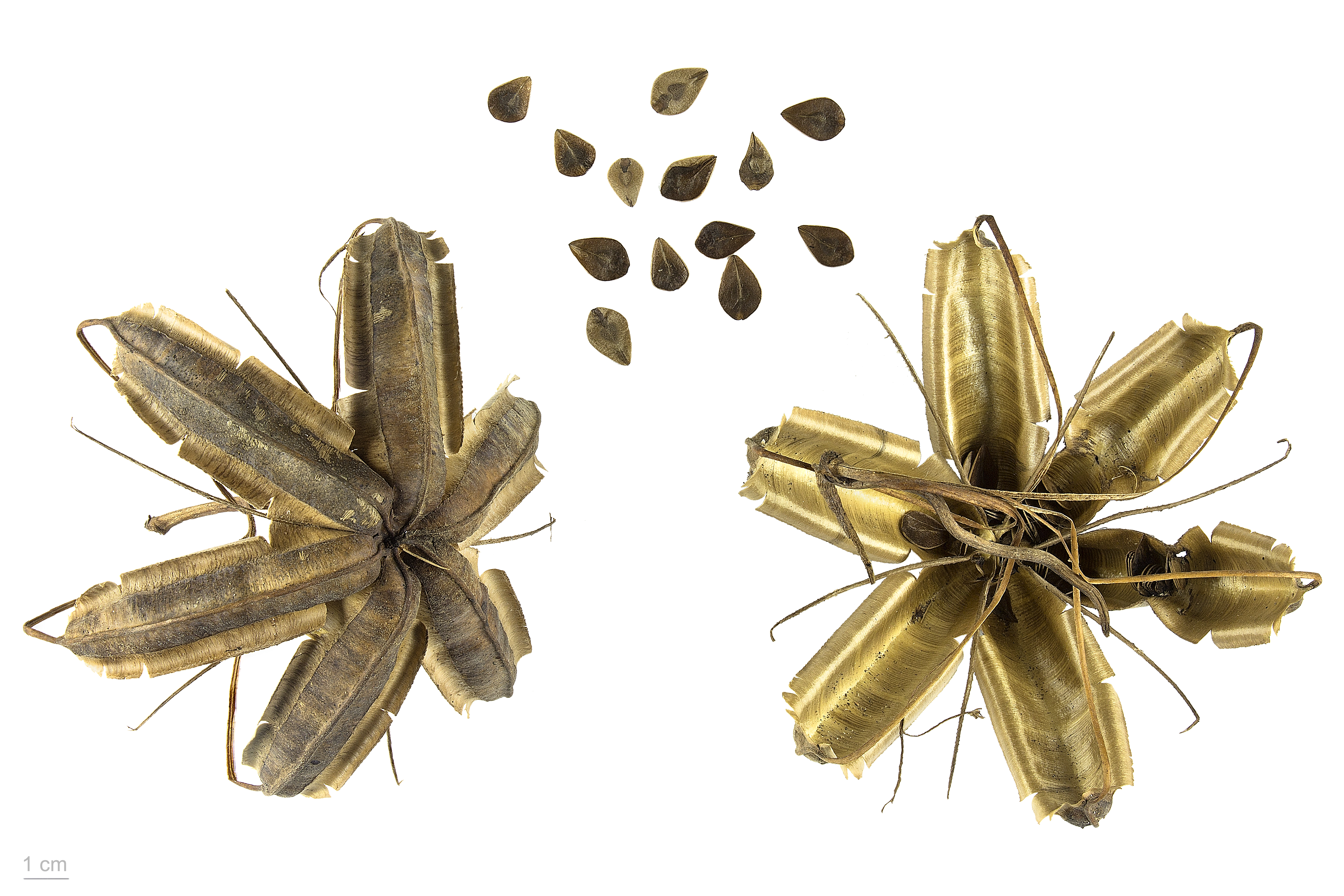
Aristolochia ringens - MHNT

Guaco, canastilla, incensario, paticos, gallitos o zaragosa ( Aristolochia labiata) es una especie de planta ornamental perteneciente a la familia Aristolochiaceae. Es originaria de Brasil donde se encuentra en la Amazonia, la Caatinga y el Cerrado, distribuidas por Ceará, Rio Grande do Norte, Pernambuco, Bahia, Alagoas, Minas Gerais, Espírito Santo, São Paulo, Río de Janeiro, Paraná, Santa Catarina y Rio Grande do Sul.

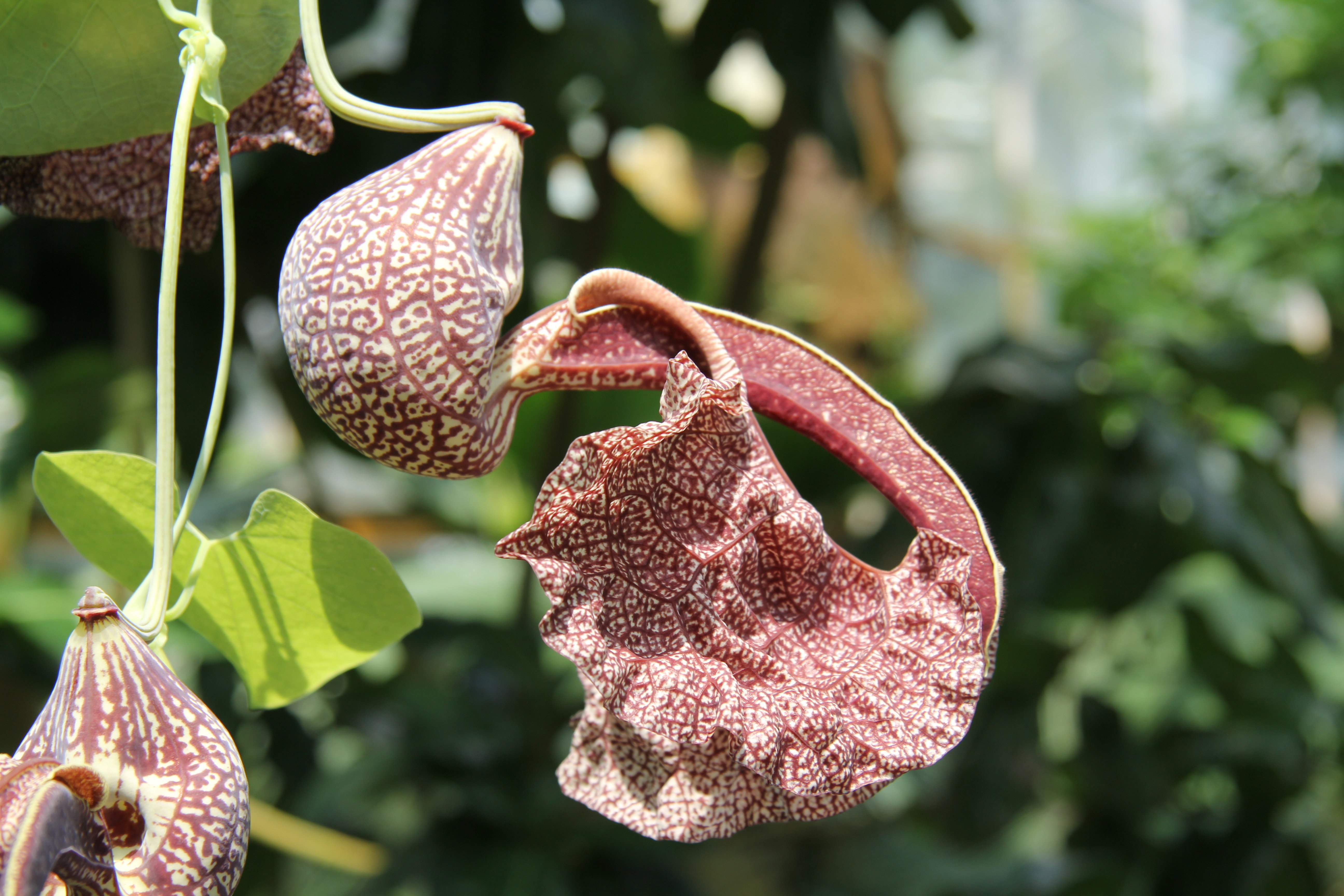
Flor

## Taxonomía
Aristolochia labiata fue descrita por Carl Ludwig Willdenow y publicado en Mémoires de la Société Impériale des Naturalistes de Moscou 2: 101–102, t. 6. 1809.
Etimología
Aristolochia: nombre genérico que deriva de las palabras griegas aristos ( άριστος ) = "que es útil" y locheia ( λοχεία ) = "nacimiento", por su antiguo uso como ayuda en los partos. Sin embargo, según Cicerón, la planta lleva el nombre de un tal "Aristolochos", que a partir de un sueño, había aprendido a utilizarla como un antídoto para las mordeduras de serpiente.
labiata:, epíteto latino que significa "con labios".
Sinonimia
- Aristolochia brasiliensis Mart.
- Aristolochia brasiliensis var. galeata (Mart.) Hoehne
- Aristolochia brasiliensis var. macrophylla Duch.
- Aristolochia brasiliensis var. parviflora Duch.
- Aristolochia galeata Mart.
- Aristolochia ornithocephala Hook.
- Aristolochia ringens Link & Otto
- Howardia brasiliensis (Mart. & Zucc.) Klotzsch
- Howardia galeata (Mart. & Zucc.) Klotzsch[8]